# 32108 Jovanzhang
2000 KZ64 (asteroide 32108) é um asteroide da cintura principal. Possui uma excentricidade de 0.10742890 e uma inclinação de 7.64836º.
Este asteroide foi descoberto no dia 27 de maio de 2000 por LINEAR em Socorro.